# Сумайя бинт Хайят
Сума́йя бинт Хайя́т (араб. سمية بنت خياط‎; ум. 615, Мекка) — одна из сподвижниц пророка Мухаммеда, а также одна из первых женщин, принявших ислам, и первая мученица в исламе. Мать Аммар ибн Ясира.

## Биография
Муж Сумайи Ясир ибн Амир со своими братьями приехал из Йемена в Мекку в поисках другого их брата. Оставшись в Мекке, он вступил в союз с Абу Хузайфой и женился на Сумайе, которая была рабыней Абу Хузайфы. После рождения Аммара, Абу Хузайфа отпустил Сумайю на волю. Впоследствии Сумайя вышла замуж за Ясира аль-Азрака ар-Руми, который был слугой аль-Хариса ибн Каляды и стал отцом Салямы ибн аль-Азрака.
После того как Сумайя и члены её семьи стали открыто исповедовать ислам, мекканские многобожники стали издеваться над ними, добиваясь отречения от ислама. Их вывели в пустыню во время палящего зноя и истязали, надевая железные кольчуги и придавливая раскалёнными камнями, но Ясир и Сумайя продолжали стойко переносить испытания.  Абу Джахль всячески пытался сломить волю Сумайи, говоря, что она «уверовала в Мухаммада только потому, что влюбилась в него из-за его красоты», и угрожая мучительной смертью. Но Сумайя твердо стояла на своём. Тогда разгневанный Абу Джахль в бессильной ярости пронзил Сумайю копьём. Таким образом она стала первой мученицей ислама. 